# Hanna Beling

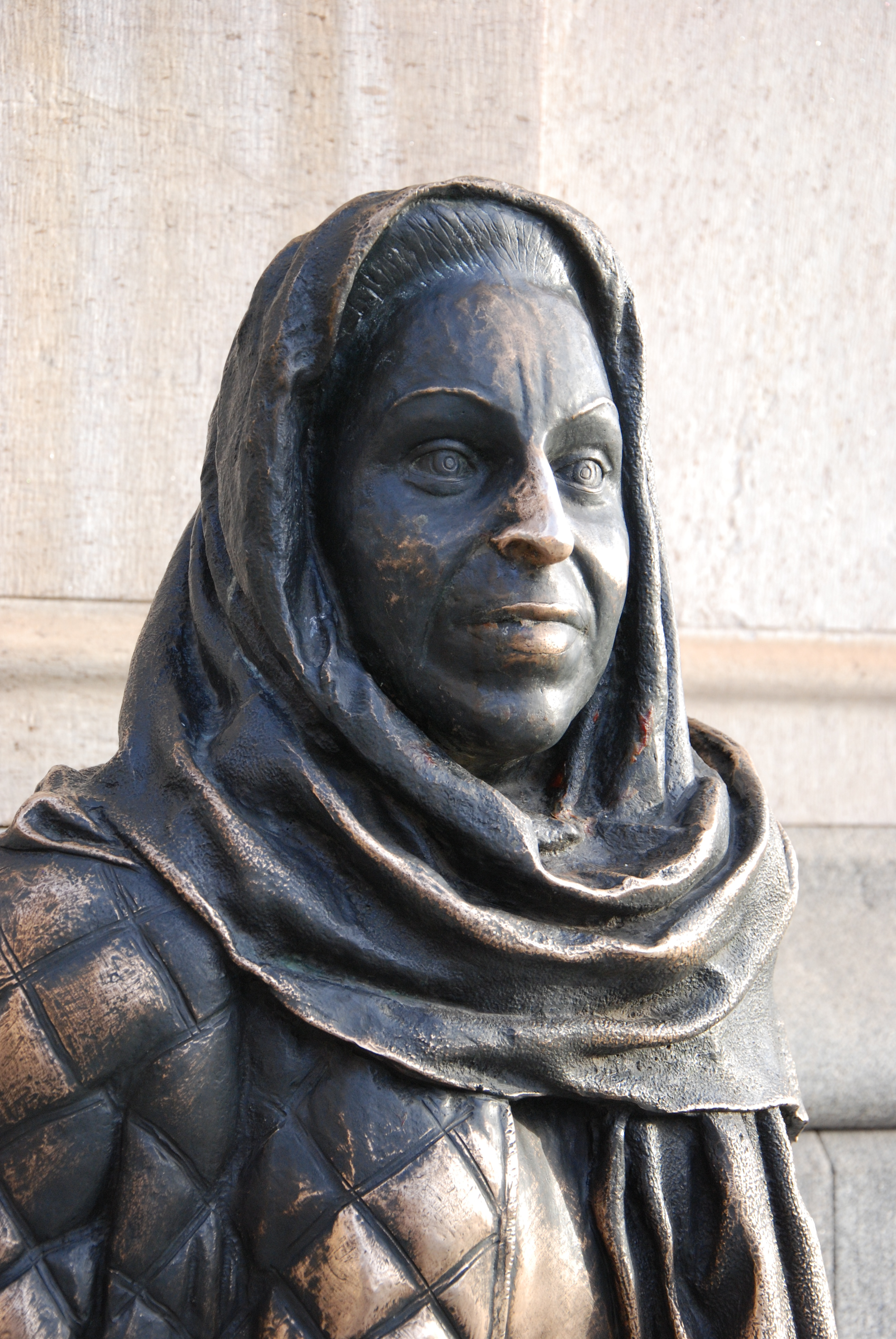
Margaretha Krooks staty utanför Dramaten i Stockholm

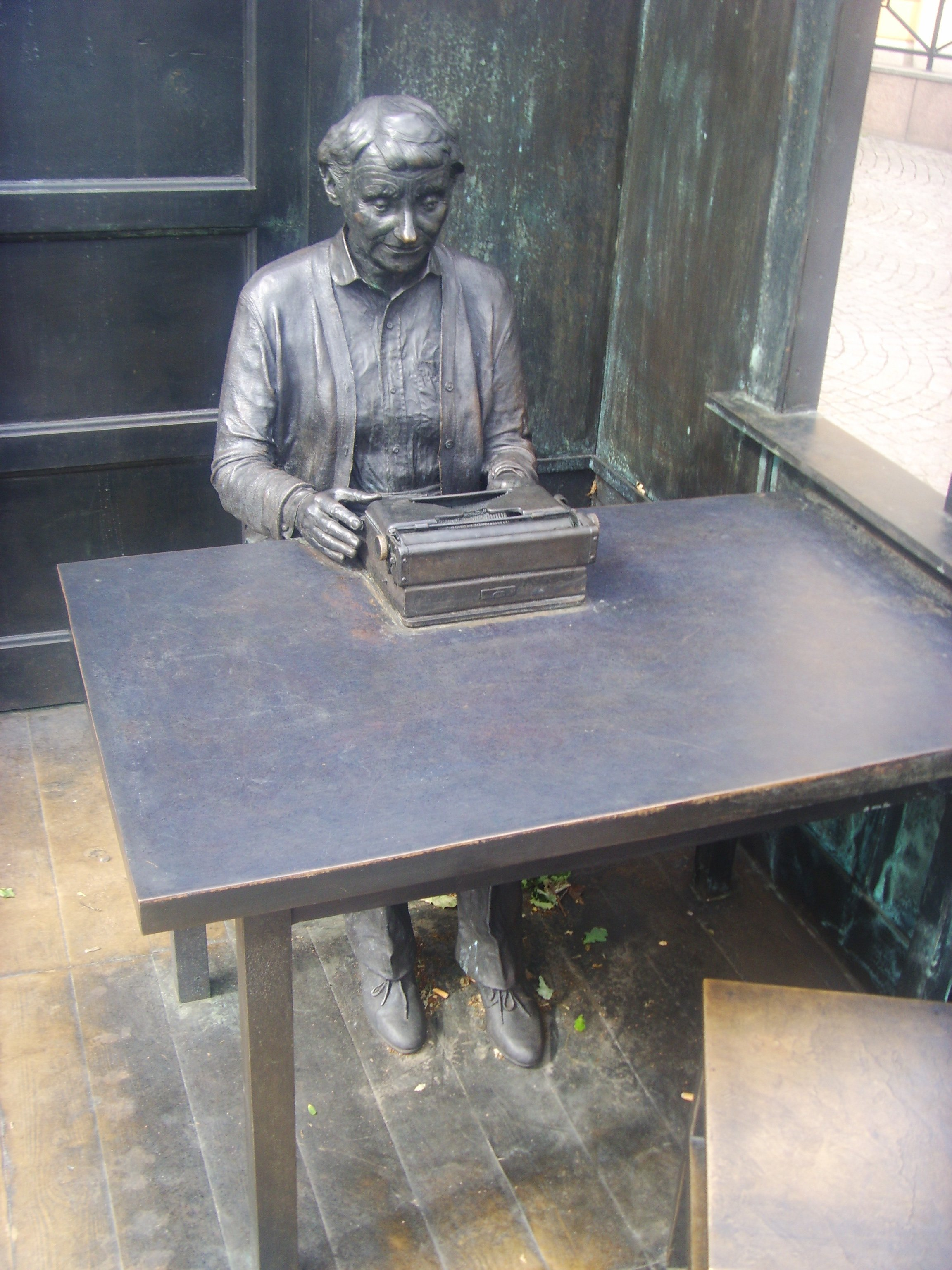
Staty över Astrid Lindgren i Vimmerby; huvudet skulpterat av Hanna Beling

Elsa Hanna Lisa Müllner Beling,  född 29 januari 1972 i Uppsala, är en svensk skulptör.
Hanna Beling är dotter till tecknaren Per Uhrdin och Gunilla Beling samt sondotter till målaren Sam Uhrdin och dotterdotter till Gustaf Beling. Hon är även systerdotter till skådespelaren Anders Beling. 
Hon utbildade sig på Nyckelviksskolan i Stockholm 1991–92, på skulpturlinjen på Konstskolan Idun Lovén 1993–94 samt på Kungliga Konsthögskolan i Stockholm 1995–2001 för Marie-Louise Ekman och Heinrich Müllner.
Hon skulpterar ofta i vax och gjuter i silikon, bland annat porträtt av barn och bilder av djur.

## Offentliga verk i urval
- Barn på strand, patinerad brons, 2004, Järnvägsparken i Åkersberga
- Huvudet på statyn över Margaretha Krook, brons, 2002, av Heinrich Müllner med flera, utanför Dramaten i Stockholm
- Huvudet på statyn över Astrid Lindgren, patinerad brons, av Marie-Louise Ekman med flera, 2007, torget i Vimmerby
- Näsbjörn och Gorilla, Slavsta skola i Uppsala
- Daughter, i Gustavsbergs kommunhus
- Hyena och Dvärggalago, skolgården till Domarringens skola i Uppsala
- Stina och Stående Sanna i Aula Magna på Stockholms universitet i Frescati, Stockholm
- Minnesmärke över Fadime Sahindal, brons, Uppsala, 2013